# Liste der Naturdenkmale in Böblingen
| Naturdenkmale | Anzahl |
| ------------- | ------ |
| FND           | 23     |
| END           | 27     |
| Gesamt        | 50     |

Die Liste der Naturdenkmale in Böblingen nennt die verordneten Naturdenkmale (ND) der im baden-württembergischen Landkreis Böblingen liegenden Stadt Böblingen. In Böblingen gibt es insgesamt 50 als Naturdenkmal geschützte Objekte, davon 23 flächenhafte Naturdenkmale (FND) und 27 Einzelgebilde-Naturdenkmale (END).
Stand: 31. Oktober 2016.

## Flächenhafte Naturdenkmale (FND)
| Name                                           | Bild | Kennung     | Einzelheiten                                                                  | Position | Fläche Hektar | Datum         |
| ---------------------------------------------- | ---- | ----------- | ----------------------------------------------------------------------------- | -------- | ------------- | ------------- |
| Erlenbruch mit ehem. Eisweiher am Reichenbach  | BW   | 81150030037 | Böblingen, die andere Hälfte unter der ID 81160782322 Leinfelden-Echterdingen | ⊙        | 2,7           | 10. Nov. 1992 |
| Feuchtbiotop Berstlacher Hau                   |      | 81150030040 | Böblingen                                                                     | ⊙        | 0,7           | 10. Nov. 1992 |
| Feuchtbiotop Entensee                          |      | 81150030049 | Böblingen                                                                     | ⊙        | 4,7           | 10. Nov. 1992 |
| Feuchtbiotop Gutwiesen                         |      | 81150030014 | Böblingen                                                                     | ⊙        | 5,1           | 10. Nov. 1992 |
| Feuchtbiotop Heuwegflosch                      |      | 81150030025 | Böblingen                                                                     | ⊙        | 2,6           | 10. Nov. 1992 |
| Feuchtbiotop Mönchsbrunnen                     |      | 81150030029 | Böblingen                                                                     | ⊙        | 2,4           | 10. Nov. 1992 |
| Feuchtbiotop Pfaffensteig                      |      | 81150030028 | Böblingen                                                                     | ⊙        | 0,2           | 10. Nov. 1992 |
| Feuchtbiotop Spatzensee                        |      | 81150030023 | Böblingen                                                                     | ⊙        | 0,1           | 10. Nov. 1992 |
| Feuchtbiotop Thomaried                         |      | 81150030017 | Böblingen                                                                     | ⊙        | 3,1           | 10. Nov. 1992 |
| Feuchtbiotop Zimmerschlag                      | BW   | 81150030041 | Böblingen                                                                     | ⊙        | 0,6           | 10. Nov. 1992 |
| Ganssee                                        |      | 81150030022 | Böblingen                                                                     | ⊙        | 0,6           | 10. Nov. 1992 |
| Grünanlage mit Stieleiche am Birkenweg         |      | 81150030011 | Böblingen                                                                     | ⊙        | 0,1           | 10. Nov. 1992 |
| Lärchenallee u. Edelkastanie im Beckenhäule    |      | 81150030027 | Böblingen                                                                     | ⊙        | 0,8           | 10. Nov. 1992 |
| Parkanlage Maienplatz (17 Kastanien, 4 Linden) |      | 81150030004 | Böblingen                                                                     | ⊙        | 0,6           | 10. Nov. 1992 |
| Pflanzenstandort Altinger Wald                 |      | 81150030006 | Böblingen                                                                     | ⊙        | 0,6           | 10. Nov. 1992 |
| Pflanzenstandort Rauhensee                     | BW   | 81150030045 | Böblingen                                                                     | ⊙        | 0,4           | 10. Nov. 1992 |
| Schonwald Maurener Hau                         |      | 81150030043 | Böblingen, Holzgerlingen                                                      | ⊙        | 0,7           | 10. Nov. 1992 |
| Schonwald Ochsenhau                            |      | 81150030044 | Böblingen                                                                     | ⊙        | 5,6           | 10. Nov. 1992 |
| Seggenried Gutwiesen                           |      | 81150030015 | Böblingen                                                                     | ⊙        | 2,7           | 10. Nov. 1992 |
| Steinbruch Dagersheimer Berg                   |      | 81150030047 | Böblingen, die andere Hälfte unter ID 81150450046 Sindelfingen                | ⊙        | 0,8           | 10. Nov. 1992 |
| Teich und Seggenried Zimmerschlag              |      | 81150030042 | Böblingen                                                                     | ⊙        | 0,7           | 10. Nov. 1992 |
| Legende für Naturdenkmal                       |      |             |                                                                               |          |               |               |

## Einzelgebilde (END)
| Name                                              | Bild | Kennung     | Einzelheiten                             | Position | Fläche Hektar | Datum         |
| ------------------------------------------------- | ---- | ----------- | ---------------------------------------- | -------- | ------------- | ------------- |
| Douglasie an der Kreuzallee                       | BW   | 81150030032 | Böblingen                                | ⊙        | 0,0           | 10. Nov. 1992 |
| Eiche am Wasenberg                                |      | 81150030012 | Böblingen                                | ⊙        | 0,0           | 10. Nov. 1992 |
| Eiche am Wasserberg                               |      | 81150030020 | Böblingen                                | ⊙        | 0,0           | 10. Nov. 1992 |
| Eiche an der Tübinger Straße                      |      | 81150030016 | Böblingen                                | ⊙        | 0,0           | 10. Nov. 1992 |
| Eiche im Hochberg                                 | BW   | 81150030046 | Böblingen                                | ⊙        | 0,0           | 10. Nov. 1992 |
| Eiche im Plan                                     | BW   | 81150030030 | Böblingen                                | ⊙        | 0,0           | 10. Nov. 1992 |
| Eiche im Unterscheid                              | BW   | 81150030036 | Böblingen                                | ⊙        | 0,0           | 10. Nov. 1992 |
| Elsbeere im Unteren Beckenhäule                   | BW   | 81150030038 | Böblingen                                | ⊙        | 0,0           | 10. Nov. 1992 |
| Esche im Kirchengemeindegarten                    |      | 81150030009 | Böblingen nur noch ein Stumpf            | ⊙        | 0,0           | 10. Nov. 1992 |
| Fichte im Schmellenhau                            | BW   | 81150030035 | Böblingen                                | ⊙        | 0,0           | 10. Nov. 1992 |
| Finstere Münz-Buche                               | BW   | 81150030024 | Böblingen                                | ⊙        | 0,0           | 10. Nov. 1992 |
| Jahn-Eiche                                        |      | 81150030013 | Böblingen                                | ⊙        | 0,0           | 10. Nov. 1992 |
| Kaisereiche                                       | BW   | 81150030039 | Böblingen                                | ⊙        | 0,0           | 10. Nov. 1992 |
| Mammutbaum am Altenheim                           |      | 81150030005 | Böblingen Nur noch ein Stumpf vorhanden. | ⊙        | 0,0           | 10. Nov. 1992 |
| Rotbuche an der Römerstraße                       |      | 81150030026 | Böblingen                                | ⊙        | 0,0           | 10. Nov. 1992 |
| Salweide im Thomaried                             |      | 81150030018 | Böblingen                                | ⊙        | 0,0           | 10. Nov. 1992 |
| Schmellenhaueiche                                 | BW   | 81150030031 | Böblingen                                | ⊙        | 0,0           | 10. Nov. 1992 |
| Spitzahorn auf dem Galgenberg                     |      | 81150030002 | Böblingen                                | ⊙        | 0,0           | 10. Nov. 1992 |
| Spitzahorn im Kirchengemeindegarten               |      | 81150030008 | Böblingen                                | ⊙        | 0,0           | 10. Nov. 1992 |
| Stieleiche am Albert-Einstein-Gymnasium           | BW   | 81150030010 | Böblingen                                | ⊙        | 0,0           | 10. Nov. 1992 |
| Traubeneiche Gütle                                |      | 81150030001 | Böblingen                                | ⊙        | 0,0           | 10. Nov. 1992 |
| 2 Birnbäume im Kirchengemeindegarten              |      | 81150030007 | Böblingen, nur noch ein Baum existiert   | ⊙        | 0,0           | 10. Nov. 1992 |
| 2 Lebensbäume im Schmellenhau                     | BW   | 81150030034 | Böblingen                                | ⊙        | 0,0           | 10. Nov. 1992 |
| 2 Linden am Öhmdweg                               | BW   | 81150030048 | Böblingen                                | ⊙        | 0,0           | 10. Nov. 1992 |
| 3 Ebereschen u.1 Esche im Schmellenhau (kl.Allee) | BW   | 81150030033 | Böblingen                                | ⊙        | 0,0           | 10. Nov. 1992 |
| 3 Elsbeeren am Rauhen Kapf                        | BW   | 81150030021 | Böblingen                                | ⊙        | 0,0           | 10. Nov. 1992 |
| 5-stämmiger Mostbirnbaum beim Thomaried           |      | 81150030019 | Böblingen                                | ⊙        | 0,0           | 10. Nov. 1992 |
| Legende für Naturdenkmal                          |      |             |                                          |          |               |               |